# Swindon (borough)
Swindon is een borough, een unitary authority en een district in de Engelse regio South West England, ceremoniële graafschap Wiltshire, en telt 222.000 inwoners. De oppervlakte bedraagt 230 km².
Het werd in 1974 opgericht als Thamesdown.

## Demografie
Van de bevolking is 13,8 % ouder dan 65 jaar (cijfers volkstelling 2001).
Het aantal inwoners steeg van ongeveer 171.500 in 1991 naar 180.051 in 2001.

## Plaatsen in district Swindon
- Badbury
- Swindon

## Civil parishesin district Swindon
Bishopstone, Blunsdon St Andrew, Castle Eaton, Chiseldon, Covingham, Hannington, Haydon Wick, Highworth, Inglesham, Liddington, South Marston, Stanton Fitzwarren, Stratton St Margaret, Wanborough, Wroughton.
Bath and North East Somerset* · Bedfordshire · Berkshire · Blackburn & Darwen* · Blackpool* · Bournemouth* · Brighton & Hove* · Bristol* · Buckinghamshire · Cambridgeshire · Cheshire · Cornwall · Cumbria · Darlington* · Derby* · Derbyshire · Devon · Dorset · Durham · East Riding of Yorkshire* · East Sussex · Essex · Gloucestershire · Greater London · Greater Manchester · Halton* · Hampshire · Hartlepool* · Herefordshire* · Hertfordshire · Hull* · Isle of Wight* · Kent · Lancashire · Leicester* · Leicestershire · Lincolnshire · Luton* · Medway* · Merseyside · Middlesbrough* · Milton Keynes* · Norfolk · Northamptonshire · Northumberland · North East Lincolnshire* · North Lincolnshire * · North Somerset* · North Yorkshire · Nottingham* · Nottinghamshire · Oxfordshire · Peterborough* · Plymouth* · Poole* · Portsmouth* · Redcar & Cleveland* · Rutland* · Shropshire · Somerset · Southend-on-Sea* · Southampton* · South Gloucestershire* · South Yorkshire · Staffordshire · Stockton-on-Tees* · Stoke-on-Trent* · Suffolk · Surrey · Swindon* · Telford & Wrekin* · Thurrock* · Torbay* · Tyne & Wear · Warrington* · Warwickshire · West Midlands · West Sussex · West Yorkshire · Wiltshire · Worcestershire · York* 
Overig: Ceremoniële graafschappen · Traditionele graafschappen